# Антішки
Антішки (до 17 лютого 2016 року — Горького) — село в Україні, у Срібнянській селищній громаді Прилуцького району Чернігівської області. Розташоване на р. Лозовій (лівій притоці р. Лисогору), за 10 км від центру громади. 18 дворів, 14 осіб (2006). До 2017 року орган місцевого самоврядування — Олексинська сільська рада.
Новоутворений 1949 населений пункт. До 2016 року носив назву Горького.
Створено на землях колишніх хуторів Анцишков і Вірченково (згідно мапи 1941 року).
Станом на 1911 рік - хутір Антошків Срібнянської волості Прилуцького повіту Полтавської губернії, населення 33 особи.